# Saison 1988-1989 du Football Club auscitain
La saison 1988-1989 du Football Club auscitain est la première de Jacques Brunel sur le banc.
L’équipe, descendu en groupe B après les poules de brassage fait alors confiance à beaucoup de ses juniors champion de France junior Reichel B la saison précédente : Thierry Labric, Jocelyn Poudensan, Pascal Ferreiro, Philippe Signes, Serge Laurey, Didier Larrieu, Claude Belegou, Patrick Perusin, et Jean-Marc Dusseaux.

## Les matchs de la saison
Auch termine 4e d’une poule de brassage derrière Brive, Blagnac et Oloron mais devant Orthez.
Le club est relégué en groupe B.
Auch termine alors 4e de son groupe derrière Castres, Carcassonne et Albi avec 30 points soit 7 victoires, 2 nuls et 5 défaites et se qualifie de justesse pour les barrages (faux seizièmes de finale).

### À domicile
- Auch-Castres 9-9 : le FCA offre une belle résistance au futur champion de France du capitaine gersois Francis Rui. Mais le demi de mêlée du CO Frédéric Séguier marque un essai entre les poteaux après une subtile feinte de passe et offre le match nul à son équipe.
- Auch-Albi 37-10 : dans un match débridé, Auch marque 6 essais dont 4 par ses trois-quarts[1].
- Auch-Carcassonne
- Auch-Montauban
- Auch-Montpellier
- Auch-Lavelanet
- Auch-Thuir

### À l’extérieur
- Castres-Auch 12-7
- Albi-Auch 19-7 : contré devant, le FC Auch aura du mal à développer son jeu et subira une défaite logique.
- Carcassonne-Auch
- Montauban-Auch
- Montpellier-Auch
- Lavelanet-Auch
- Thuir-Auch

### Phases finale (Barrage)
| Équipes (match simple sur terrain neutre) | Résultat |
| ----------------------------------------- | -------- |
| Avenir valencien-Auch                     | ?        |

## Effectif
- Arrières : Laurent Pommies, Thierry Labric
- Ailiers : Oliviers Meynard, Patrick Courbin, Bernard Davasse, Thierry Grebil, Philippe Mallet, Jocelyn Poudensan, Marc Mesnier
- Centres : Gilles Boué, Pascal Ferreiro, Roland Pujo
- Ouvreurs : Xavier Rieuneau
- Demis de mêlées : Serge Milhas, Philippe Signes, Serge Lauray
- Troisièmes lignes centre : Daniel de Inès, Bernard Agut, Didier Larrieu
- Troisièmes lignes aile : Alain Bajon, Alain Ghirardo, Jean-Charles Liarte, Frantz Portecop, Dominique Charrier
- Deuxièmes lignes : Jean-Pierre Dorique, Jean-Pierre Escoffier, Claude Bosque, Claude Belegou
- Talonneurs : Patrick Cahuzac, Patrick Pérusin
- Piliers : Franck Capdeville, Stéphane Graou, Joël Rocca, Michel Ramouneda, Antoine Liarte, Jean-Marc Dusseaux